# 淮河路街道 (郑州市)
淮河路街道，是中华人民共和国河南省郑州市二七区下辖的一个乡镇级行政单位。

## 行政区划
淮河路街道下辖以下地区：
淮河社区、淮北街社区、兴华街社区、金海大道社区、陇海路社区、政通路社区、绿云社区、亚新社区、天下路社区、齐礼阎社区和路砦社区。